# Danger (chanson)
Pour les articles homonymes, voir Danger (homonymie).
Singles de Especia
Aviator / Boogie Aroma
(22 juil. 2015)
Danger est le 4e single du groupe japonais Especia sorti en décembre 2016 et deuxième major.

## Détails du single
Le groupe annonce en octobre 2016 sortir un nouveau single intitulé Danger à la fin de l'année et qu'il servira comme chanson thème de fin de l'émission de cuisine Ameagari Club (雨上がり倶楽部), diffusée sur Kansai TV.
Le single sort officiellement le 7 décembre 2016, un an et demi après son prédécesseur Aviator / Boogie Amora, en une seule édition, et devient le seul à sortir sur le label Bermuda Entertainment Japan. Ce single ne figurera dans aucun classement Oricon.
Pour ce single, Especia a collaboré avec le groupe Lucky Tapes, dont un des membres, Kai Takahashi, qui a composé et produit les deux chansons du single, Danger et Rainy Blues.
Différemment des trois précédents singles, ce single est publié sous une autre forme : le CD contient seulement deux titres. Les chansons Danger et Rainy Blues ont été composées et produites par Kai Takahashi des Lucky Tapes. La chanson Danger est interprétée en anglais et la chanson Rainy Blues est quant à elle interprétée en japonais.
Il s'agit du premier single sans les trois membres Chika Sannomiya, Chihiro Mise et Monari Wakita retirées en mars 2016 et avec le nouveau membre Mia Nascimiento (d'origine portugaise) intégrée en juin 2016. Le single s'avère être le dernier single du groupe avant sa séparation l'année suivante en mars 2017. La chanson titre figurera dans l'album compilation Wizard le même mois, en mars 2017, dernier sortie du groupe avant sa séparation.

## Membres
Membres crédités sur l'album : 
- Haruka Tominaga (leader)
- Erika Mori
- Mia Nascimiento

## Liste des titres
| CD   | CD                               | CD    | CD | CD | CD | CD | CD | CD | CD |
| No   | Titre                            | Durée |    |    |    |    |    |    |    |
| ---- | -------------------------------- | ----- | -- | -- | -- | -- | -- | -- | -- |
| 1.   | Danger                           | 4:20  |    |    |    |    |    |    |    |
| 2.   | Rainy Blues (レイニー・ブルース) | 4:06  |    |    |    |    |    |    |    |
| 8:26 |                                  |       |    |    |    |    |    |    |    |